# Ctenotus angusticeps
Ctenotus angusticeps (північно-західний прибережний гребневухий сцинк) — вид сцинкоподібних ящірок родини сцинкових (Scincidae). Ендемік Австралії.

## Поширення і екологія
Північно-західні прибережні гребневухі сцинки мешкають на узбережжі Західної Австралії, від острова Ейрлі до затоки Робак. Вони живуть серед купин трави і акацієвих чагарників.